# تشريان
تشريان هي قرية في مقاطعة أصفهان، إيران. عدد سكان هذه القرية هو 2,474 في سنة 2006.